# Schulwegsicherheit

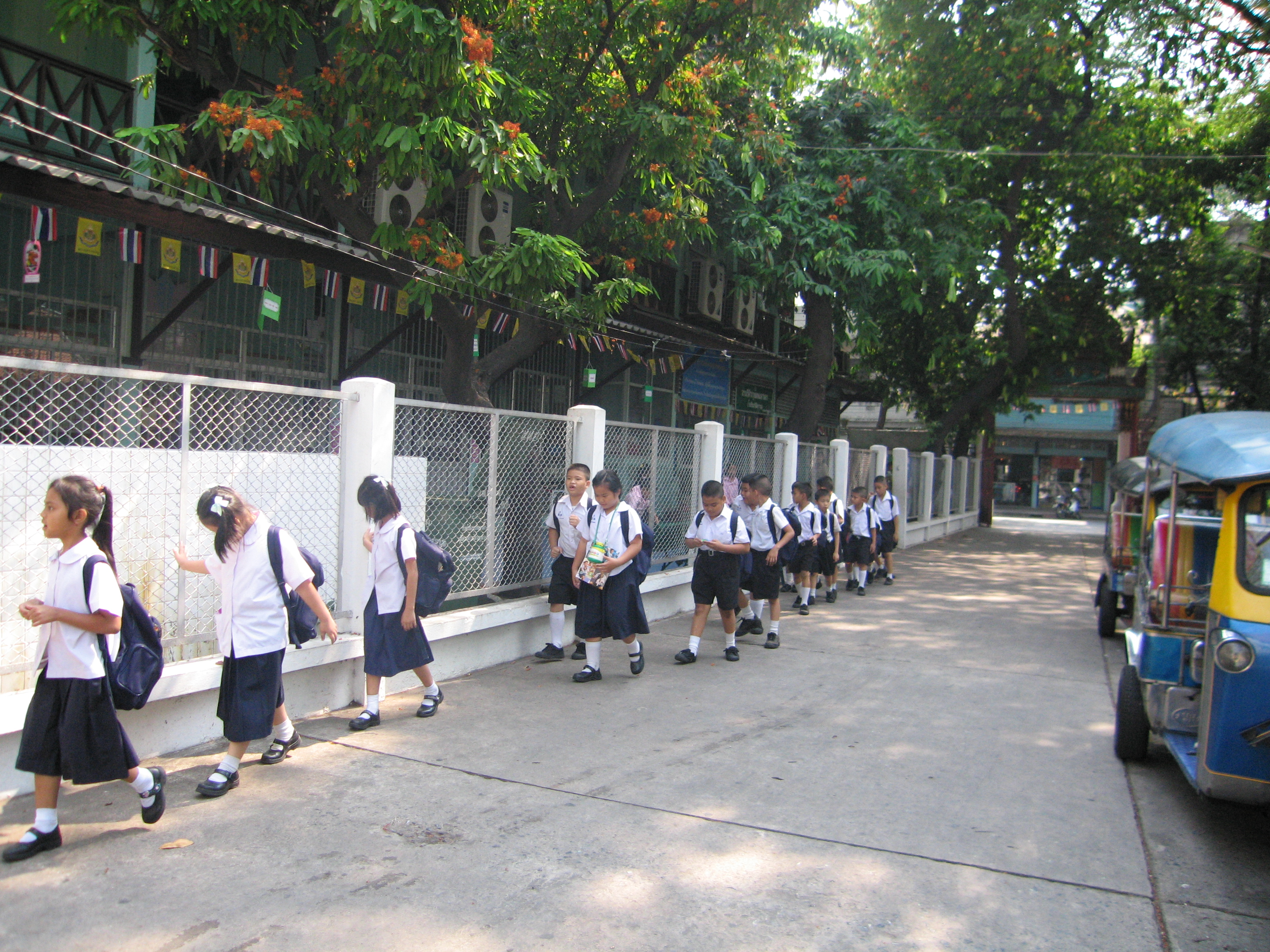
Grundschüler auf dem selbstständigen Schulweg (Thailand 2005)

Unter Schulwegsicherheit versteht die Verkehrspädagogik das nach Schutzmaßnahmen verbleibende Gefährdungsrisiko für Kinder und Jugendliche auf ihren Wegen zwischen Elternhaus und Schulgelände. Es handelt sich um eine relative Sicherheit, die den Sachstand nach Ausschluss aller vermeidbaren Risiken repräsentiert. Sie stellt eine statistisch erfassbare und in Zahlen darstellbare Größe dar und gibt insofern objektive Informationen, die für einen definierten Zeitraum und bestimmte Verkehrszonen Geltung haben.
Der Begriff wird meist auf die vom Straßenverkehr ausgehenden Bedrohungen reduziert. Sie betreffen jedoch im Alltagsgeschehen auch weitere Gefahren, die aus Gewalthandlungen der Schüler untereinander oder (seltener) aus Übergriffen Erwachsener entstehen. Die faktisch gegebene Schulwegsicherheit stellt sich regional und lokal unterschiedlich dar und ist Schwankungen unterworfen.

## Historisches
Die gefährdete Sicherheit der Kinder auf den Schulwegen beschäftigte bereits in der Frühzeit der Motorisierung die verantwortlichen Behörden. So übertrug schon zu Anfang des 20. Jahrhunderts ein Erlass  aus dem Jahr 1906 des preußischen „Ministers für geistige Angelegenheiten“ den Schulen die Sorge für die Sicherheit der Kinder beim Überqueren der Straße, um die zunehmenden Unfälle zu reduzieren. Im diesbezüglichen Schreiben an alle Schulinspektoren heißt es:
„Die Fürsorge für die Schuljugend lässt es geboten erscheinen, sie auf die Gefahren hinzuweisen, welche mit der unvorsichtigen oder beabsichtigten Annäherung an Automobilfahrzeuge, die sich in Fahrt befinden, verbunden sind. Es ist wiederholt beobachtet worden, wie Schulkinder auf ein derartiges Fahrzeug zugelaufen sind oder unmittelbar vor dessen Herannahen noch im letzten Augenblick versucht haben, die Straße zu überschreiten. Die königliche Regierung veranlasse ich, die betreffenden Direktoren dahin mit Weisung zu versehen, dass die Schüler und Schülerinnen von Zeit zu Zeit in geeigneter Weise durch die Lehrer auf die Gefahren aufmerksam gemacht werden, in welche sie dem Herannahen von Automobilen durch Unachtsamkeit, übertriebene Neugierde oder leichtsinnigen Wagemut geraten können.“
Diese „Verkehrsbelehrung“ vollzog sich im Geiste der Zeit als Disziplinierung der Schüler zur Regeltreue mit dem alleinigen Anspruch, sie vor den Gefahren eines Verkehrsunfalls zu schützen. Ein verpflichtender sogenannter Verkehrsunterricht mit der Aufgabenstellung der Unfallprävention wurde dann bereits 1930 durch den preußischen Kultusminister als fester Bestandteil im preußischen Erziehungs- und Bildungssystem verankert. Ziele waren das Erlernen von Verkehrsregeln, die Erziehung zu einem regelkonform handelnden verkehrssicheren Kind und die Gewährleistung eines unfallfreien Schulwegs.
Die ministeriellen Initiativen erreichten angesichts der mit der zunehmenden Motorisierung stetig steigenden Unfälle auf dem Schulweg mit den „Empfehlungen der Kultusministerkonferenz der Länder“ vom 7. Juli 1972 als Erziehungsauftrag flächendeckend die Schulen und Hochschulen der gesamten Bundesrepublik. Sie wurden in den Jahren 1994 und 2012 auf dem jeweils neuen Erkenntnisstand fortgeschrieben. Ihnen folgten öffentliche Kampagnen und Appelle an die Erwachsenen für mehr Verkehrssicherheit auf den Schulwegen, die vor allem von der Deutschen Verkehrswacht getragen wurden, in die sich 1983 etwa auch die Deutsche Bundespost mit der Herausgabe einer eigenen Briefmarke einschaltete.
Seit dem Jahr 1978 wird vom Statistischen Bundesamt der Bundesrepublik Deutschland auch die Unfallentwicklung bei Kindern und Jugendlichen regelmäßig verfolgt, systematisch berechnet, in relativen Zahlen dargestellt und jährlich einmal der Öffentlichkeit zugänglich gemacht. Dabei spielen die Schulwegunfälle bei den unterschiedlichen Verkehrsarten die Hauptrolle. Vergleichbare Statistiken führen auch andere Länder wie Österreich und die Schweiz.

## Gefahrenpotenzial
Gefahren drohen Schülern auf ihrem Schulweg in sehr unterschiedlichen Formen, in unterschiedlicher Häufigkeit und unterschiedlicher Intensität. Sie sind nicht pauschal gegeben, wohl aber an einzelnen Parametern festzumachen: Sie reichen von physischen und psychischen Bedrohungen durch andere Kinder und Jugendliche, über Ansprachen durch Drogendealer, sexuelle Belästigungen oder Entführungen durch Erwachsene bis zu Unfällen aufgrund des Fahrzeugverkehrs. Sie können Verletzungen verschiedenen Grades und sogar den Tod zur Folge haben. Die Unfälle können wiederum fremdbedingt sein durch das Einwirken anderer oder selbstverschuldet, etwa durch eigenes fehlerhaftes Verhalten im Straßenverkehr oder Überforderungen durch verfrühte Verkehrsbeteiligung als Radfahrer. Der mit Abstand bedeutendste Anteil an den Schulweggefahren kommt dabei dem Fahrzeugverkehr zu. Auch hier lassen sich nach den alljährlich publizierten Erhebungen des Statistischen Bundesamts differenzierte Aussagen treffen zu den Auswirkungen der unterschiedlichen Nutzung des Schulwegs als Fußgänger, Radfahrer, Motorfahrer oder Fahrgast eines Schulbusses oder Privat-PKW. Die tatsächliche Gefährdung bei der einzelnen Verkehrsart wiederum bestimmt sich wesentlich aus den individuellen Voraussetzungen des Kindes, seinen erworbenen Kompetenzen und der Bereitschaft zu einer persönlichen Verantwortungsnahme für die eigene Sicherheit.
Ein von vielen Eltern immer noch unterschätztes, aber nachweislich relevantes Gefahrenpotenzial geht von der sogenannten „Schul-Rushhour“ aus, der durch den PKW-Transport der Kinder verursachte, meist zeitgedrängte und damit stressgeplagte Verdichtung des Fahrzeugverkehrs im unmittelbaren Nahbereich der Schulen. Diese hat ein chaotisches Ansammeln von Autos, Radfahrern, Mopeds, Schulbussen, Fußgängern, aussteigenden Kindern und rangierenden Fahrzeugen auf engstem Raum zur Folge, was nicht nur zu Hetze und verkehrswidrigem Verhalten wie falschseitigem Aussteigen, sondern auch zu psychischer Aufladung bei allen Beteiligten führt. Hinzu kommt das Verhindern von praktischer Erfahrung im Umgang mit dem Verkehr und das Behindern eines entsprechenden Kompetenzgewinns durch die Kinder.

## Unfallstatistik
Die statistische Unfallkurve mit Kindern erreichte Mitte der 1970er Jahre parallel mit der Entwicklung des motorisierten Verkehrs in einer stetigen Aufwärtsbewegung einen Höhepunkt bei den Unfallzahlen. Die Schulwegunfälle nahmen dabei den vordersten Platz in der Unfallstatistik ein, und Deutschland überflügelte alle anderen Länder Europas hinsichtlich der Gefährlichkeit seiner Straßen. Diese Situation erzwang eine energische Wende in der Verkehrspolitik und Verkehrserziehung des Landes, die auch gelang:
Waren in den 1950er-Jahren noch über 1.000 getötete Kinder pro Jahr zu beklagen, lag diese Zahl 2015 bereits das fünfte Mal hintereinander unter 100. Kamen im Jahre 1972 noch 71.278 Kinder auf den deutschen Straßen zu Schaden, 35.038 davon als Fußgänger und steigerte sich diese Zahl bis 1978 noch einmal auf 72.129 verunglückte Kinder, so senkte sich die Zahlenkurve in kontinuierlicher Abwärtsbewegung bis zum Jahr 2015 auf nur noch 28.235 Unfälle mit Kindern unter 15 Jahren.  Bei dem statistischen Zahlenvergleich schlägt noch zusätzlich zu Buche, dass sich die BRD inzwischen um die ehemalige DDR erweitert und der Kraftfahrzeugverkehr noch einmal erheblich zugenommen hatte.
Zu der Trendwende gegen Ende der 1970er Jahre haben, statistisch erkennbar und teilweise isolierbar, verschiedene Faktoren beigetragen, die sich in einer konzertierten Aktion von verkehrspolitischen, verkehrspädagogischen, städtebaulichen und fahrzeugtechnischen Maßnahmen ergänzten. Statistisch auffällig dabei ist, dass die Unfallhäufigkeit der Schulwegunfälle mit Kindern im Unterschied zu jener der übrigen Personengruppen einen deutlich überproportionalen Gegentrend erkennen lässt: Lagen die Schulwegunfälle bis zu der Trendwende noch an der Spitze der Skala, so haben sie sich in einer kontinuierlichen Abwärtsbewegung allmählich im positiven Sinne in das Gegenteil verkehrt: Nach der amtlichen Statistik haben Kinder unter 15 Jahren, die 1978 noch die Spitze der Unfallträger ausmachten, heute im Vergleich zu ihrem Bevölkerungsanteil (13,2 %) ein erheblich geringeres Unfallrisiko (7,1 %) als die übrigen Altersgruppen. Da diese Verbesserung speziell den Schulkindern zukommt, ist es naheliegend, diesen Umstand in wesentlichen Teilen der Mitte der 1970er Jahre erfolgten didaktischen Neuorientierung der Verkehrserziehung und der allmählich greifenden Einrichtung des 1976 eingeführten Fußgängerdiploms und weiterer didaktisch-methodischer Verbesserungen zuzuschreiben. Das amtliche Statistische Jahrbuch von 2016 vermerkt dazu ausdrücklich: „Besonders verbessert hat sich die Situation bei den kindlichen Fußgängern: Im Jahr 2015 kamen 27 Kinder als Fußgänger ums Leben, im Jahre 1978 waren es mit 701 Kindern noch rund sechsundzwanzigmal so viele. Das Unfallrisiko der Kinder ist damit von 468 Verunglückten je 100 000 Einwohner ihrer Altersklasse im Jahr 1978 auf 264 Kinder im Jahr 2015 gesunken.“
Auch 2015 steht der Schulweg noch im Zentrum der Unfälle bei den 6- bis 14-jährigen Kindern, die sich zu diesen Zeiten am häufigsten im Straßenverkehr bewegen. Jungen sind dabei, gemessen an ihrem Bevölkerungsanteil (51,3 %), mit 56,1 % gegenüber den Mädchen (48,7 %) mit nur 43,9 % Anteil am Unfallgeschehen stärker gefährdet. Als Pkw-Insassen kamen allerdings mehr Mädchen (52,5 %) als Jungen (47,5 %) zu Schaden.
Im internationalen Vergleich lag die Bundesrepublik Deutschland im Jahr 2014 mit sieben im Straßenverkehr getöteten Kindern je einer Million Einwohner unter 15 Jahren innerhalb der Europäischen Union auf dem zwölften Rang.

## Sicherungsmaßnahmen
Die Verkehrspädagogik unterscheidet zwischen einer Fremdsicherung und einer Eigensicherung bzw. zwischen passiven und aktiven Sicherungsmaßnahmen. Unter fremdsichernden oder passiven Initiativen versteht sie beispielsweise von anderen, etwa Behörden oder Straßenbauämtern, bereitgestellte Sicherheitszonen wie Fußgängerwege, Ampeln oder Zebrastreifen oder das Einwirken auf das Fahrverhalten der erwachsenen Verkehrsteilnehmer. Die eigenverantwortliche oder aktive Sicherung betrifft das vom einzelnen Kind und Jugendlichen zu seiner Unversehrtheit selbst beigetragene persönliche Verhalten.

### Straßenbauliche Maßnahmen

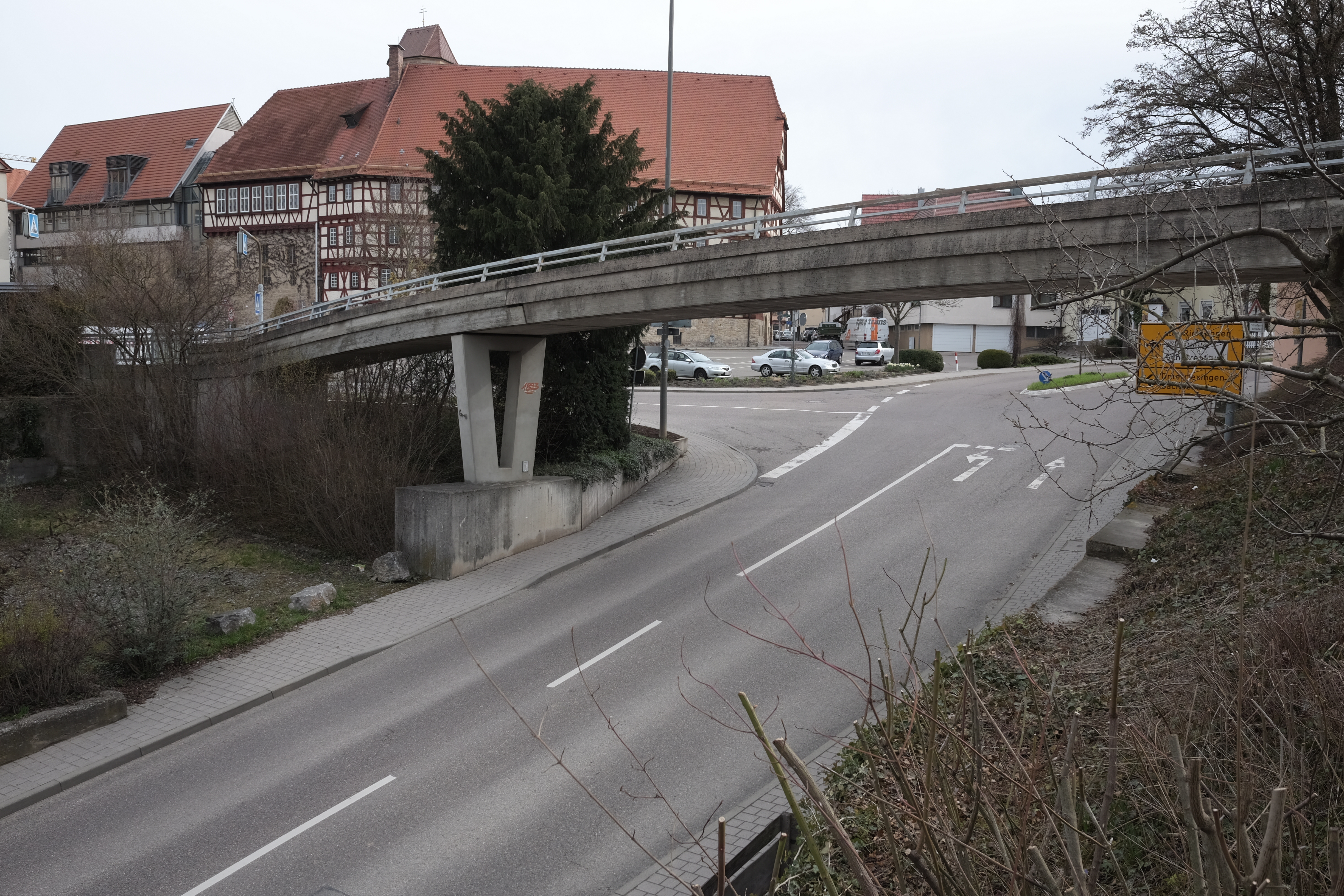
Fußgängerbrücke Markgröningen (Deutschland 2016)

Straßenbauliche Maßnahmen wie Fußgängerzonen, Fußgängerwege, Fußgängerbrücken, Fußgängertunnel, Fußgängerfurten, Verkehrsinseln, Fußgängerampeln, Fußgängerzeichen oder Spielstraßen sind wichtige Schutzzonen bzw. Hilfsmittel, die den Kindern und Jugendlichen das sichere Verkehren auf dem Schulweg erleichtern.
Auch die besten sogenannten „passiven“ Sicherungsmaßnahmen der Fremdsicherung, die etwa auch zur Entschleunigung des Fahrzeugverkehrs im innerstädtischen Bereich installiert werden, ersetzen nicht die Aufgabe, die Kinder zu befähigen, Gefahren selbst zu erkennen, zu vermeiden oder zu bewältigen.

### Verkehrsvorschriften
Zu den Verkehrsvorschriften, die den unmittelbaren Zugangsbereich zum Schulgelände schützen sollen, gehören etwa Geschwindigkeitsbegrenzungen für Kraftfahrzeuge auf Schritttempo, Haltverbote oder Fahrverbote. Es sind Maßnahmen, die den Gesetzgeber, die Polizei und die erwachsenen Verkehrsteilnehmer für die Schulwegsicherheit in die Pflicht nehmen.
Verkehrsrechtliche Vorgaben sind jedoch ebenfalls nur von relativer Bedeutung für die Sicherheit des Schulwegs. Sie tragen nämlich nur insofern etwas zur Sicherung bei, als sie auch eingehalten werden. Dies kann gehofft, bei Zuwiderhandlungen auch sanktioniert, aber nicht garantiert werden. Die mangelnde Disziplin der Kraftfahrer wird von Schulen und Polizei vielfach kritisiert. Hinsichtlich der Verlässlichkeit verkehrsrechtlicher Vorgaben zitiert Warwitz den zynischen Spruch: „Auf seinem Grabstein steht: Er hatte aber die Vorfahrt.“

### Schulbus
Als die Zwergschulen im ländlichen Bereich allmählich verschwanden und sich die Wege zu den Mittelpunktschulen damit beträchtlich verlängerten, bildete sich das Transportsystem der Schulbusse heraus. Sie ersparen den Kindern ein allzu frühes Aufstehen, eine ermüdende lange Wanderung und den Jüngeren das für sie noch nicht zuträgliche selbstständige Radfahren. Außerdem sollten sie die Unfallgefährdung für alle reduzieren helfen.
Nach der amtlichen Statistik ereigneten sich im Jahr 2015 bei den unter 15-Jährigen im Zusammenhang mit dem Bustransport 1151 Verletzungen und ein Todesfall. Die Verletzungen sind weitestgehend durch den Sitzzwang und daraus resultierende Händel der Kinder untereinander bedingt.

### Pedibus

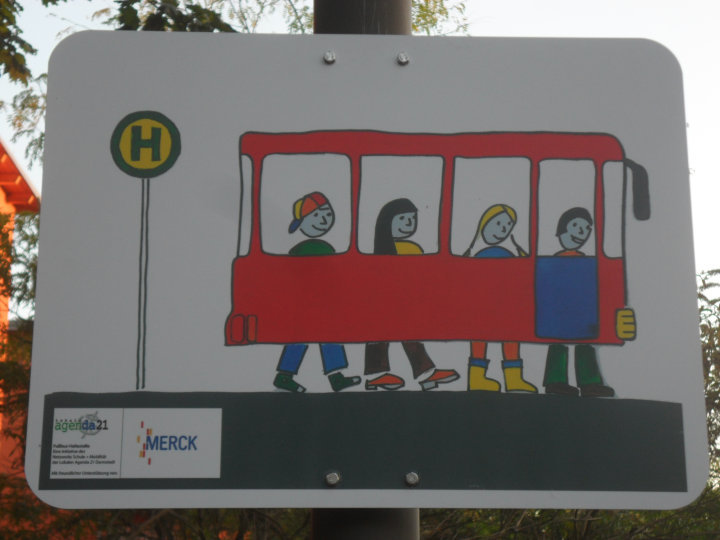
Haltestellentafel eines Pedibus (Deutschland 2012)

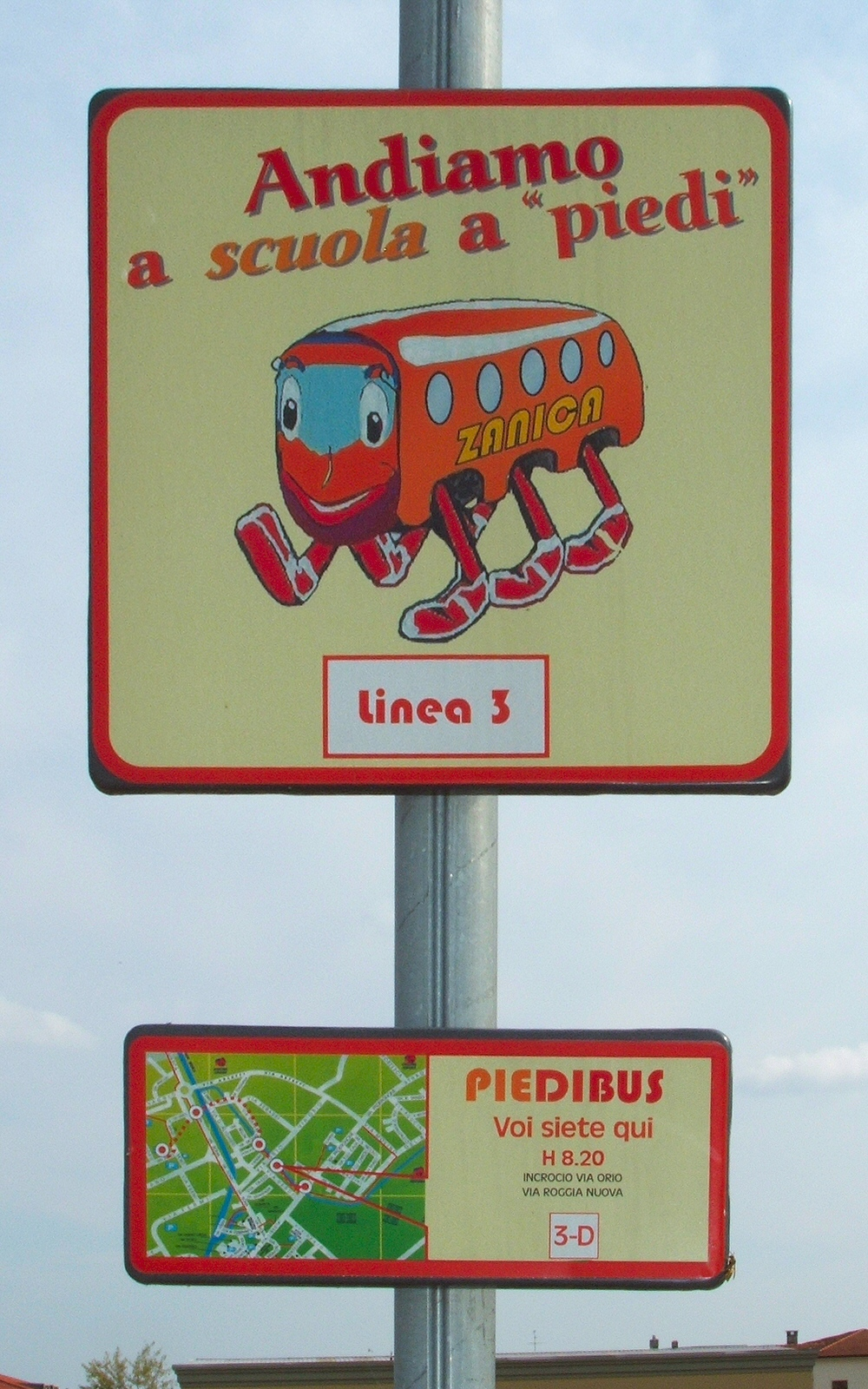
Pedibus-Haltestelle (Italien 2007)

Der Begriff Pedibus leitet sich ab von lat. pes (Fuß, zu Fuß) und nimmt mit dem Dativ Plural (pedibus) die Bedeutung von „mit den Füßen“, „Sich mit den Füßen fortbewegen“ an. Die aus dem Gleichklang der Wörter naheliegende Assoziation mit dem Wort „Schulbus“ macht nur insofern Sinn, als sich die Kinder in einer geschlossenen Formation auf dem Schulweg fortbewegen (siehe Bild). Ausgangspunkt sind Sammelstellen, an denen sich Kinder der gleichen Wohngegend zu einem verabredeten Zeitpunkt einfinden, um unter der Aufsicht und Begleitung von zwei erfahrenen Erwachsenen als Fußgänger gemeinsam den Weg zur Schule zu absolvieren. Die Einrichtung des Pedibus als schützende Maßnahme für die Kinder auf dem Schulweg, als Hinleitung zum möglichst bald auch selbstständigen Fußmarsch und zur Vermeidung der gefährlichen „Schul-Rushhour“ hat sich in vielen Ländern verbreitet, zu denen neben Deutschland auch Österreich, die Schweiz, Italien oder Großbritannien gehören. Über die Unfallzahlen dieser Privatinitiativen existieren keine öffentlich geführten Statistiken.

### Schulwegplan
Der Schulwegplan ist eine Skizze mit dem nicht unbedingt nächsten, aber sichersten Schulweg für das Kind. Er enthält die Gefahrenpunkte, die auf dem Weg begegnen, aber auch die Sicherungshilfen, die in Anspruch genommen werden können.
Im optimalen Fall wird der individuelle Schulwegplan von dem Kind oder den Kindern des gleichen Schulwegs mit den Erziehern im entdeckenden Lernen gemeinsam erarbeitet und zu einem Schulwegspiel gestaltet. Dieses ist ein Brettspiel, das aus den Erkundungen im Verkehr vor Ort erwächst und sich auch zuhause mit unterschiedlichen Ereigniskarten immer wieder spielen und so mental trainieren lässt.

### Schulweghelfer

Verkehrszeichen: Verkehrshelfer für den Schulweg (Deutschland 2006)

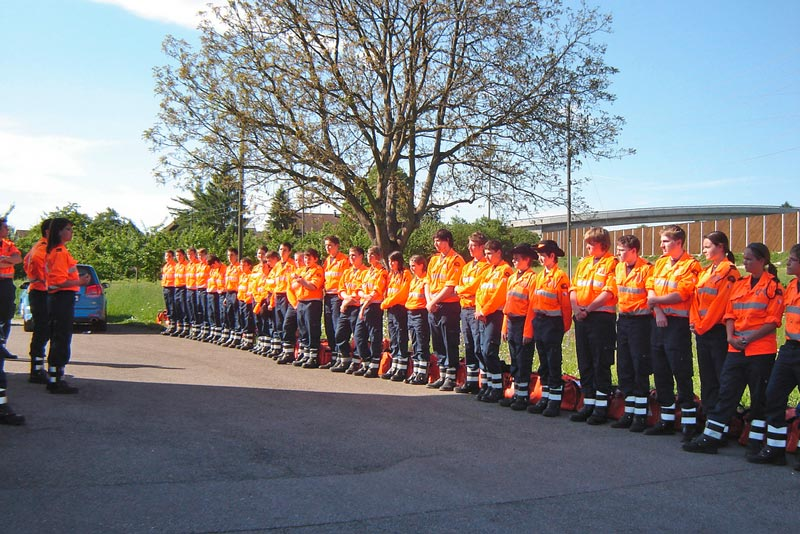
Verkehrskadetten vor einem Einsatz (Schweiz 2016)

Nach dem Vorbild der USA  wurde Anfang 1953 auch in Deutschland ein sogenannter Schülerlotsendienst eingeführt. Die speziell dafür ausgebildeten, mit einer neongelben Lotsenkleidung und einer Signalkelle ausgestatteten, offiziell als „Verkehrshelfer“ bezeichneten Schulweghelfer haben die Aufgabe, Kinder an bestimmten neuralgischen Verkehrsstellen das sichere Überqueren der Straße zu gewährleisten. Ihr Einsatzgebiet ist bevorzugt der Nahbereich der Schulen zu Unterrichtsbeginn und Unterrichtsschluss.
In Österreich werden seit 1964 auch Zivildienstleistende, mit einer reflektierenden gelben Jacke und Signalkelle ausgestattet, zur Schulwegsicherung eingesetzt. In der Schweiz sorgen in einem eigenen Verband zusammengeschlossene Jugendliche und junge Erwachsene als sogenannte „Verkehrskadetten“ für reibungslose Verkehrsabläufe. In den USA werden zu den Stoßzeiten des Schülerverkehrs erwachsene Lotsen als sogenannte Crossing guards zum sicheren Überqueren der Fahrbahnen eingesetzt.
Die Einrichtung „Schulweghelfer“ erscheint sachlich sinnvoll. Auch hierfür liegen jedoch keine statistisch erfassten Erkenntnisse über die Wirksamkeit der speziellen Maßnahme vor.

### Elterntaxi
Das sogenannte Elterntaxi, der Transport der Kinder mit dem eigenen Fahrzeug, scheint vielen Eltern noch immer die sicherste Form, ihre Kinder unbeschadet zur Schule zu bringen. Dieser Glaube trügt jedoch:
Für das Jahr 2015 registrierte die Statistik insgesamt 10.855 verletzte Kinder unter 15 Jahren als Mitfahrer von PKW und Krafträdern und 34 Todesfälle. Danach hat die Gefährlichkeit der „Mitfahrunfälle“ entgegen dem allgemein positiven Trend der Reduzierung der Schulwegunfälle einen Höchststand erreicht. So kamen 2015 38,0 % der verunglückten Kinder als Insassen in einem Pkw, 32,1 % auf einem Fahrrad und 23,3 % als Fußgänger zu Schaden. Von den im Jahr 2015 getöteten Kindern verloren die meisten als Mitfahrer in einem Pkw das Leben (40,5 %). Als Fußgänger kamen 32,1 % der Kinder und als Radfahrer 20,2 % der Kinder ums Leben.

### Elternbildung
Den Eltern kommt im Rahmen ihrer allgemeinen Erziehungspflichten eine vorrangige Verantwortung für die Sicherheit ihres Kindes zu, die staatlicherseits eingefordert werden kann. Sie ist für die Bundesrepublik Deutschland im Grundgesetz Art. 6 Abs. 2 und für die Schweiz im schweizerischen Zivilgesetzbuch (ZGB)Art. 296 verankert und in Österreich unter dem Begriff „Obsorge“ gefasst. Dieser Verpflichtung kommen jedoch nicht alle Eltern nach:
Das Statistische Bundesamt konstatiert in seinem Jahresbericht von 2016: „Die Polizei registrierte bei Straßenverkehrsunfällen mit Personenschaden im Jahr 2015 insgesamt 3.478 Fehlverhalten von Fußgängern und 6.178 falsche Verhaltensweisen von Radfahrern im Alter von 6 bis 14 Jahren. Am meisten machten kindliche Fußgänger Fehler beim Überschreiten der Fahrbahn (88,8 %). Davon wiederum war das Überschreiten der Fahrbahn ohne auf den Fahrzeugverkehr zu achten (56,7 %) der häufigste Fehler. Zweithäufigstes Fehlverhalten war das Überschreiten der Fahrbahn durch plötzliches Hervortreten hinter Sichthindernissen (26,7 %)“.
Dies deutet auf immer noch erhebliche Defizite in Form einer fehlenden oder zumindest wenig effektiv durchgeführten Verkehrserziehung, die bereits im Elternhaus und mit den ersten Begegnungen mit dem Straßenverkehr einsetzen sollte. Viele Eltern trauen ihren Kindern und ihren eigenen erzieherischen Maßnahmen offensichtlich so wenig zu, dass sie lieber auf das auch für sie selbst meist unbequeme Transportieren des Nachwuchses mit dem eigenen PKW ausweichen. Das sogenannte Elterntaxi ist nach dem heutigen Erkenntnisstand in Verbindung mit einer vernachlässigten oder versäumten Verkehrserziehung durch die Erwachsenen die Hauptursache für das Verunglücken von Kindern auf dem Schulweg. Lehrer und Elternvertreter beklagen, dass die betreffenden Eltern zu Schul- und Aufklärungsgesprächen nicht erreichbar sind, Polizisten rügen, dass Verkehrsvorschriften, Verkehrsschilder, selbst Ermahnungen das Elternverhalten kaum ändern, Institutionen wie die Deutsche Verkehrswacht bemängeln den nur begrenzten Erfolg ihrer Aktionen zu Schulbeginn.
Die Ziele der Elternaufklärung bestehen nach Warwitz im Wesentlichen in den Punkten:
- Information über die Leistungsfähigkeit des Kindes im Verkehr (Erstklässler sind bereits zum selbstständigen Fußgänger erziehbar, nicht aber zum sicheren Radfahrer)
- Darstellung der Unfallstatistik zur Gefährlichkeit der „Schul-Rushhour“ und des Elterntaxi
- Vermittlung der Unverzichtbarkeit verkehrstechnischer Lernprozesse und eigenverantwortlichen Handelns im Verkehr
- Aufklärung über die Bedeutung des aktiven Schulwegs für die kindliche Entwicklung und den Unterrichtsbeginn
- Hinweise über Lehrmaterialien zum sicheren Schulweg

Die Schulwegsicherheit und der Verantwortungsanteil der Eltern wird von den Schulen in aller Regel bereits bei der ersten Kontaktaufnahme mit den Eltern im Rahmen der Einschulung der Erstklässler thematisiert.

### Verkehrserziehung
Unfälle auf dem Schulweg sind kein schicksalhaftes Geschehen, dem die Kinder hilflos ausgeliefert sind, wie einzelne Verkehrserzieher angesichts der stetig steigenden Unfallzahlen und der rasanten Verkehrsentwicklung noch bis in die 1970er Jahre und darüber hinaus resignierend glaubten. Die fatalistische Vorstellung, dass Kinder dem Straßenverkehr nicht gewachsen seien und nur das Verhalten der erwachsenen Verkehrsteilnehmer sie vor Unfällen bewahren könne, verkannte das Lernpotenzial von Kindern und hing noch einem überholten Menschenbild vom hilflosen „Mängelwesen Kind“ an.
„Verkehrsunfälle sind keine tragischen Zufälle“, betont dagegen der Verkehrsdidaktiker Siegbert A. Warwitz. Sie sind nach seiner Auffassung hausgemacht und weithin vermeidbar. Kinder sind lernfähige und lernwillige Wesen, die mit einer zeitgemäßen Didaktik und attraktiven kindgemäßen Methoden zu einer ihrer Entwicklungsstufe entsprechenden Selbstverantwortung und Selbstsicherung geführt werden können. Die Unfallstatistik bestätigt diese Aussagen mit dem seit Ende der 1970er Jahre gebrochenen Aufwärtstrend der Unfallzahlen und dem Wandel zu einer stetigen Abwärtsbewegung.
Eine sachgerechte, vom Erlebnishorizont des Kindes ausgehende, es nicht (z. B. als Radfahrer) überfordernde, aber die aktive Verkehrsbeteiligung fördernde Verkehrserziehung muss schon im Elternhaus und im Vorschulalter ansetzen, legt der Pädagoge Roland Gorges dar. Wie die Alltagspraxis zeigt, ist bereits der normal entwickelte Erstklässler nach einer sachgerechten kindgemäßen Anleitung dazu in der Lage, einen etwa zwanzigminütigen Schulweg als Fußgänger selbstständig und verantwortbar sicher zu bestreiten.
Verkehrserziehung ist nach Warwitz eine „Hilfe zur Selbsthilfe“ und nachweislich der effektivste Beitrag zu einem sicheren Schulweg: Alle straßenbaulichen Voraussetzungen und personellen Hilfsangebote bleiben wirkungslos, wenn das Kind sie nicht verstanden hat und nur Rituale ausführt, sich ihnen verweigert oder einfach in der Form der Verkehrsbeteiligung noch überfordert ist. Entscheidend ist ein allmähliches Hineinwachsen des Kindes in die aktive Verkehrsteilnahme und die schrittweise Übernahme von Eigenverantwortung für die eigene Sicherheit.  Die systematisch und kontinuierlich aufgebaute Verkehrskompetenz muss dem Spieltrieb gerecht werden und zu Freude und Anerkennung führen, um zur Übernahme von Eigenverantwortung zu motivieren.

## Probleme
Schulwegsicherheit lässt sich nur im Verbund aller genannten Maßnahmen optimal gestalten.
Dabei kommt der Verkehrspädagogik eine große Bedeutung zu. Die schulischen Möglichkeiten stoßen jedoch an Grenzen, wenn die das Kind zur Selbstsicherung aktivierende Verkehrserziehung von den Eltern nicht mitgetragen oder durch ihr Verhalten sogar konterkariert wird. Dazu werden am häufigsten folgende kontraproduktive Erfahrungen genannt:
- Das Fehlen einer frühzeitigen, sachgerechten, vom Erleben des Kindes ausgehenden, die Entdecker- und Gestaltungsfreude aktivierenden Konfrontation der Kinder mit dem Verkehrsleben bereits vor dem Schuleintritt in Elternhaus und Kindergarten.[46] Diese erste Verkehrserziehung darf sich auch nicht auf die ersten Begegnungen mit dem öffentlichen Straßenverkehr beschränken, sondern muss in einem erzieherischen Gesamtkomplex „Verkehren“ als verträgliches  „Miteinander Umgehen“ begreifen, da Untugenden wie Vorteildenken und Tugenden wie Hilfsbereitschaft Formen des allgemeinen menschlichen Umgangs sind, die sich im Straßenverkehr lediglich widerspiegeln.[47]

- Kinder wie Erwachsene müssen begreifen, dass Ampeln, Zebrastreifen und Rücksichtnahmen der anderen zwar nützlich, aber nicht unbedingt verlässliche Hilfen für die eigene Sicherheit darstellen, dass auch Erwachsene Fehler machen und Autos nicht spontan halten können. So fand eine österreichische Studie aus dem Jahr 2010 heraus, dass bei den Erhebungen etwa 40 % der Lenker den Schutzweg Zebrastreifen ignorierten.[48]

- Als gravierendstes Problem wird jedoch von Polizei und Schulen die von ihnen vehement bekämpfte Unsitte des Elterntaxi und die damit künstlich geschaffene „Schul-Rushhour“ mit ihrer leichtsinnigen Gefährdung der eigenen und fremden Kinder gesehen.[49]

Obwohl das erworbene Fußgängerdiplom und die bestandene Radfahrprüfung einen vertretbaren Kompetenzstand der Kinder als sichere Fußgänger bzw. Radfahrer dokumentieren, fehlt manchen Eltern noch der Mut, den gewachsenen Fähigkeiten ihrer Kinder zu vertrauen. An diesen Ansatzpunkten scheitert daher bisher vornehmlich noch eine weitere Verbesserung der Schulwegsicherheit, obgleich Polizei, Verkehrswacht und Schulen regelmäßig Informationsangebote für die Öffentlichkeit machen und Lehr- und Lernhilfen, auch für Eltern und Vorschulerzieher, reichlich zur Verfügung stehen.
Angesichts einer in den Vereinigten Staaten zunehmenden sozialen Norm, der zufolge Eltern für eine kontinuierliche Beaufsichtigung ihrer Kinder zu sorgen haben und ihnen andernfalls Maßnahmen bis hin zu einer Inobhutnahme wegen Kindesvernachlässigung drohen, wurde im Bundesstaat Utah im Jahr 2018 ein USA-weit erstes Gesetz verabschiedet, das Eltern mehr Entscheidungsfreiheit gewährt: Dieses Gesetz (free-range parenting law) regelt, dass Eltern nicht mehr nur deshalb der Vernachlässigung bezichtigt werden können, weil sie ihren Kindern den unbeaufsichtigten Weg zur Schule oder vergleichbare Aktivitäten erlauben – vorausgesetzt, deren Lebensalter und -erfahrung reicht dafür aus.